# هردیبوریتسه
هردیبوریتسه (به چکی: Hrdibořice) یک منطقهٔ مسکونی در جمهوری چک است که در ناحیه پروستییوو واقع شده‌است.
 هردیبوریتسه ۳٫۷۹ کیلومتر مربع مساحت و ۲۳۰ نفر جمعیت دارد و ۲۱۴ متر بالاتر از سطح دریا واقع شده‌است.